# Pomerium
Pomerium je bila sveta granica grada Rima. Pravno gledano, Rim je postojao smo unutar granica Pomerium  a sve izvan je bila jednostavno zemlja koja je pripadala Rimu. Prema kazivanju, Pomerium je utvrdio Servije Tulije. Međutim, Pomerium nije pratio liniju Servijevih zidina pa tako da se ne može sa sigurnošću utvrditi Tulijev udjel u utvrđivanju Pomeriuma.
Pomerium je ostao nepromijenjen sve do diktature Sule. Poneki cippi (granični kamen), koje vode do vremena Klaudije nađeni su u in situ (na svom mjestu), pri čemu je ipak većina izvan svoje prvobitne pozicije. Ovi graničnici su označavali granicu i relativne dimenzije prostiranja Pomeriuma  tijekom vladavine Klaudija. Granice Pomeriuma, prema nekim podacima, su proširene tijekom vladavine Trajana, Nerona, i Augusta iako nikakve arheološke potvrde toj tvrdnji nisu pronađene.
Pomerium nije bio zid, već zakonski i religiozno utvrđena i s bijelim graničnicima (cippi)  označena crta koja nije obuhvaćala ukupno područje grada Rima, brežuljak Palatin je bilo unutar granice dok su Kapitol i Aventin bili izvan Pomeriuma, Curia Hostilia i Forum Romanum, dva vrlo važna sjedišta, su bili unutar dok se hram Bellona nalazio izvan.
Interesantno je da je religioznim i političkim pritiscima bilo zabranjeno preći Pomerium vladarima koji su dolazili u Rim, pa tako npr. Kleopatra nije nikad ušla u Rim kad je bila u posjeti kod Cezara.
Osim stranih vladara, i promagistratima i generalima je bilo također zabranjeno preći granicu Pomeriuma kao ne bi mogli ugroziti carstvo. Comitia Centuriata je morala zasjedati izvan granica Pomeriuma u Martijevom kampu. Pompejev teatar, u kojem je Cezar ubijen, bio je također izvan granica Pomeriuma i imao je jednu prostoriju zvanu senatorska soba u kojoj se Senat mogao susresti s onim senatorima kojima je prelazak granice bio zabranjen i koji se nisu mogli vidjeti u Curia Hostiliji. 

## Vanjske poveznice
- Samuel Ball Platner, A Topographical Dictionary of Ancient Rome  Arhivirana inačica izvorne stranice od 19. rujna 2000. (Wayback Machine): Pomerium